# Forragem desidratada

## Forragem desidratada

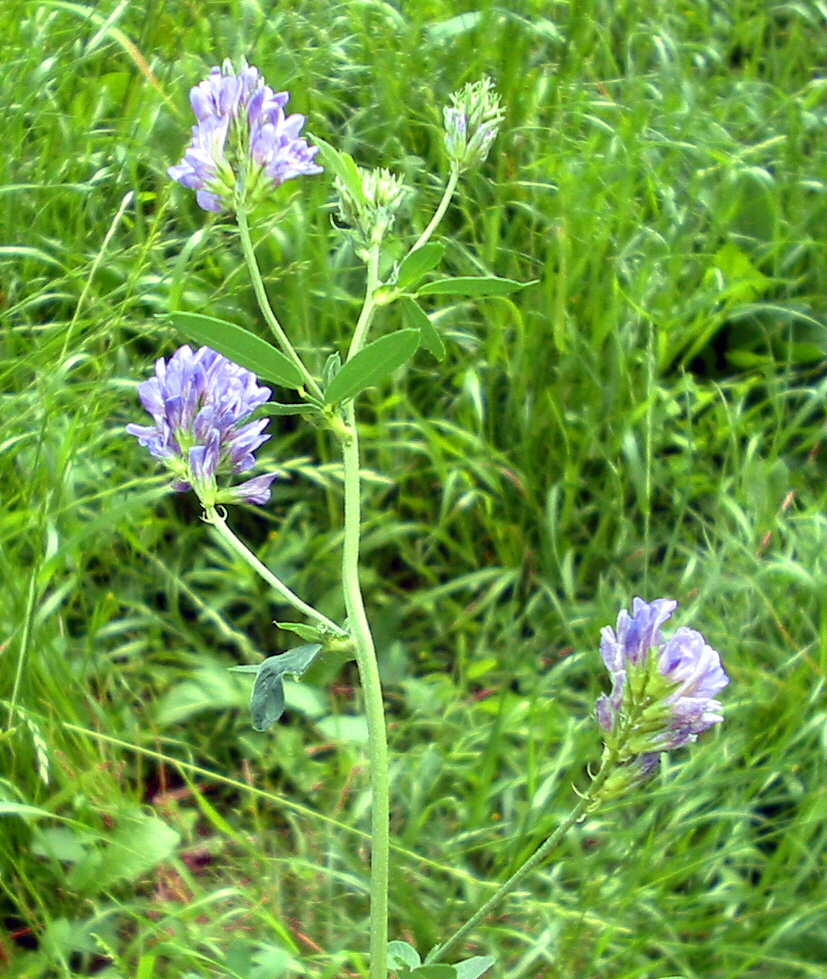
Medicago Sativa - Alfalfa

A alfafa é a principal planta  utilizada na produção de  forragens desidratadas.
A forragem desidratada é obtida por um processo artificial de secagem ou de fenação (feno seco, que utiliza o calor  do Sol para a secagem da planta.
As forragens desidratadas são utilizadas sobretudo na alimentação animal, principalmente para espécies produtoras de leite e ruminantes.
A nível mundial, o primeiro productor de forragens desidratadas são os Estados Unidos da América e o segundo é a Espanha
, tendo esta última ultrapassados outros grandes produtores tais como a Rússia, França e Itália.
Em Espanha, a região que mais produz é Aragão, seguida pela Catalunha.

### Características
As forragens desidratadas caracterizam-se por ter humidade inferior a 14%. A quantidade de proteína bruta é entre  15 e 18%, e a fibra bruta entre 17 e 35% (valores medidos sobre matéria seca).
Outra particularidade é que normalmente são ricas em Xantofila, o que lhes confere, quando desidratadas, o tom amarelado e a consistência estaladiça.

#### Plantas que são desidratadas
A alfafa é a planta mais utilizada como forragem desidratada, seguida pelo milho forrageiro, depois vem outras plantas como o Ray grass, a festuca e outras plantas forrageiras.

#### processo de desidratação
```
O processo artificial de desidratação de forragem foi introduzido no 
Reino Unido
 no final do ano de 1930, tendo-se refreado um pouco com a crise energética da década de 70.
```

O processo de desidratação é dividido por uma secagem parcial no campo, em que a humidade é reduzida até cerca de 45%, sendo esta relativa a primeira fase da desidratação, processo que apenas demora umas horas. Depois a forragem é desidratada artificialmente numa fábrica até atingir os níveis de humidade apropriados para o armazenamento. É então finalmente processada de acordo com a utilização e armazenada.
Para a desidratação, o consumo energético é de aproximadamente 1385 mega-joules por tonelada, o que equivale a aproximadamente 0,55 litros de diesel por
litro de água evaporada no processo industrial.
O processo de secagem artificial pode ser feito em temperatura relativamente baixa (130 a 150 ° C) ou relativamente alta (800-1000 ° C), sendo este último o mais utilizado em fábricas europeias.
No processo de desidratação artificial, a forragem é  depositada num cilindro ou tambor horizontal, sendo depois transportada por este através do ar quente que vai permitir a secagem progressiva. As folhas, que secam mais rápidamente são empurradas pelo vento para o recolector, ao passo que os talos (mais húmidos e pesados) levam mais tempo até chegarem ao ponto de secagem adequado, e consequetivamente ao recolector.
Depois de desidratada, a forragem pode ser processada em martelos, para o caso das farinhas, ou em prensas granuladoras de acordo com o produto final. Sendo então, acondicionada e armazenada de acordo com o tipo de produto.

### Utilização das forragens desidratadas
```
Se o processo de desidratação foi efectuado corretamente, o valor 
nutritivo
 pouco ou nada foi  alterado em relação à forragem verde. Tendo entre outras vantagens o facto de poder ser utilizada durante todo o ano. Em relação ao processo natural de desidratação, o processo artificial tem a vantagem de poder controlar melhor o produto final, já que não depende de condições atmosféricas para a correta desidratação.
```

A forragem desidratada é utilizada para a alimentação de gado bovino, equino, ovino, caprino, na cunicultura e para alimentação de camelídeos, principalmente, para animais destinados à producção de leite e de alto rendimento.